# NASCAR Busch Series 2006

Logo der Busch Series

Die NASCAR-Busch-Series-Saison 2006 begann am 18. Februar 2006 mit dem Hershey's Kissables 300 auf dem Daytona International Speedway und endet am 18. November 2006 mit dem Ford 300 auf dem Homestead-Miami Speedway. Die Ausstrahlungsrechte in den USA teilten sich Fox Sports, FX, TNT und NBC. Kevin Harvick konnte die Saison klar für sich entscheiden.

## Teilnehmer
Diese Autos nahmen an allen 35 Nationwide-Series-Rennen teil.
| Nummer | Fahrer                                 | Automarke       | Sponsoren                           | Team                                |
| ------ | -------------------------------------- | --------------- | ----------------------------------- | ----------------------------------- |
| 00     | Johnny Sauter                          | Chevrolet       | Yellow Transportation               | Haas CNC Racing                     |
| 0      | Kertus Davis                           | Chevrolet       | RaceGirl                            | Davis Motorsports                   |
| 01     | Jay Sauter                             | Chevrolet       | Western Union                       | Duesenberg & Leik Motorsports       |
| 1      | Jason Keller                           | Dodge           | Miccosukee Indian Gambling          | Phoenix Racing                      |
| 2      | Clint Bowyer                           | Chevrolet       | ACDelco                             | Richard Childress Racing            |
| 4      | Mark Green                             | Dodge           | GEICO                               | Biagi Bros. Racing                  |
| 5      | Kyle Busch                             | Chevrolet       | Lowe’s/Hitachi Power Tools          | Hendrick Motorsports                |
| 06     | Todd Kluever                           | Ford            | 3M                                  | Roush Racing                        |
| 9      | Kasey Kahne/Jeremy Mayfield/Boris Said | Dodge           | Ingersoll/Hellmann’s Mayonnaise     | Evernham Motorsports                |
| 10     | John Andretti (R)                      | Ford            | Freedom Roads/Camping World/RVs.com | ppc Racing                          |
| 11     | Paul Menard                            | Chevrolet       | Menards                             | Dale Earnhardt, Inc.                |
| 12     | Joel Kauffman (R)                      | Dodge           | Supercuts                           | FitzBradshaw Racing                 |
| 14     | Tracy Hines (R)                        | Dodge           | Jani-King                           | FitzBradshaw Racing                 |
| 18     | J. J. Yeley                            | Chevrolet       | Vigoro/The Home Depot               | Joe Gibbs Racing                    |
| 20     | Denny Hamlin                           | Chevrolet       | Rockwell Automation                 | Joe Gibbs Racing                    |
| 21     | Kevin Harvick/Jeff Burton              | Chevrolet       | United States Coast Guard           | Richard Childress Racing            |
| 22     | Kenny Wallace                          | Ford            | AutoZone                            | ppc Racing                          |
| 23     | Chris Wimmer (R)                       | Chevrolet       | LoveFifi.com                        | Keith Coleman Racing                |
| 25     | Ashton Lewis                           | Ford            | US Marine Corps                     | Team Rensi Motorsports              |
| 27     | David Green                            | Ford            | Kimberly-Clark                      |                                     |
| 32     | Jason Leffler                          | Chevrolet       | Unsponsored                         | Braun-Akins Racing                  |
| 33     | Tony Stewart/Kevin Harvick             | Chevrolet       | Old Spice/The Outdoor Channel       | Kevin Harvick Incorporated          |
| 34     | Paul Tracy/Todd Bodine                 | Chevrolet       | Sports Clips                        | Frank Cicci Racing with Jim Kelly   |
| 35     | Regan Smith                            | Ford            | McDonald’s                          | Team Rensi Motorsports              |
| 36     | Tim Sauter                             | Chevrolet       | Lester Buildings                    | McGill Motorsports                  |
| 38     | A. J. Foyt IV (R)                      | Dodge           | Great Clips                         | Braun-Akins Racing                  |
| 41     | Reed Sorenson                          | Dodge           | Discount Tire                       | Chip Ganassi Racing                 |
| 43     | Aaron Fike                             | Dodge           | Curb Records                        | Curb Agajanian Performance Group    |
| 47     | Jon Wood                               | Ford            | Clorox                              | Wood Brothers/JTG Racing            |
| 49     | Jorge Goeters (R)                      | Ford            | Advil                               | Jay Robinson Racing                 |
| 50     | Danny O’Quinn (R)                      | Ford            | World Financial Group               | Roush Racing                        |
| 58     | Donnie Neuenberger/Kevin Conway        | Chevrolet/Dodge | Cayman Islands                      | MacDonald Motorsports/Carver Racing |
| 59     | Stacy Compton                          | Ford            | Kingsford Charcoal                  | Wood Brothers/JTG Racing            |
| 60     | Carl Edwards                           | Ford            | Ameriquest/Henkel                   | Roush Racing                        |
| 64     | Jamie McMurray                         | Dodge           | Top-Flite Golf                      | Rusty Wallace, Inc.                 |
| 66     | Ken Schrader                           | Ford            | Yard-Man                            | Brewco Motorsports                  |
| 77     | Burney Lamar (R)                       | Chevrolet       | Dollar General                      | Kevin Harvick Incorporated          |
| 88     | Mark McFarland (R)                     | Chevrolet       | United States Navy                  | JR Motorsports                      |
| 90     | Elliott Sadler                         | Ford            | Citifinancial                       | Robert Yates Racing                 |
| 99     | Michael Waltrip                        | Dodge           | Aaron’s                             | Michael Waltrip Racing              |

(R) = Rookie (Anfänger)

## Rennen

### Rennkalender
| Datum            | Rennstrecke                           | Rennen                                                 |
| ---------------- | ------------------------------------- | ------------------------------------------------------ |
| 18. Februar      | Daytona International Speedway        | Hershey's Kissables 300                                |
| 25. Februar      | California Speedway                   | Stater Brothers 300                                    |
| 5. März          | Autódromo Hermanos Rodríguez          | Telcel Motorola México 200                             |
| 11. März         | Las Vegas Motor Speedway              | Sam’s Town 300                                         |
| 18. März         | Atlanta Motor Speedway                | Nicorette 300                                          |
| 25. März         | Bristol Motor Speedway                | Sharpie Mini 300                                       |
| 8. April         | Texas Motor Speedway                  | O’Reilly 300                                           |
| 15. April        | Nashville Superspeedway               | Pepsi 300                                              |
| 21. April        | Phoenix International Raceway         | Bashas’ Supermarkets 200                               |
| 29. April        | Talladega Superspeedway               | Aaron’s 312                                            |
| 5. Mai           | Richmond International Raceway        | Circuit City 250 presented by FUNAI                    |
| 12. Mai          | Darlington Raceway                    | Diamond Hill Plywood 200                               |
| 26. Mai          | Lowe’s Motor Speedway                 | Carquest Auto Parts 300                                |
| 3. Juni          | Dover International Speedway          | StonebridgeRacing.com 200                              |
| 10. Juni         | Nashville Superspeedway               | Federated Auto Parts 300                               |
| 17. Juni         | Kentucky Speedway                     | Meijer 300 presented by Oreo                           |
| 24. Juni         | Milwaukee Mile                        | AT&T 250                                               |
| 30. Juni         | Daytona International Speedway        | Winn-Dixie 250 presented by PepsiCo                    |
| 8. Juli          | Chicagoland Speedway                  | USG Durock 300                                         |
| 15. Juli         | New Hampshire International Speedway  | New England 200                                        |
| 22. Juli         | Martinsville Speedway                 | Goody’s 250                                            |
| 29. Juli         | Gateway International Raceway         | Busch Silver Celebration 250 presented by Shop ’n Save |
| 5. August        | O’Reilly Raceway Park at Indianapolis | Kroger 200 benefiting Riley Hospital for Children      |
| 12. August       | Watkins Glen International            | Zippo 200                                              |
| 19. August       | Michigan International Speedway       | Carfax 250                                             |
| 25. August       | Bristol Motor Speedway                | Food City 250                                          |
| 2. September     | California Speedway                   | Ameriquest 300                                         |
| 8. September     | Richmond International Raceway        | Emerson Radio 250                                      |
| 23. September    | Dover International Speedway          | Dover 200                                              |
| 30. September    | Kansas Speedway                       | Yellow Transportation 300                              |
| 13. Oktober      | Lowe’s Motor Speedway                 | Dollar General 300 (Charlotte)                         |
| 28. Oktober      | Memphis Motorsports Park              | Sam’s Town 250                                         |
| 4. November      | Texas Motor Speedway                  | O’Reilly Challenge                                     |
| 11. November     | Phoenix International Raceway         | Arizona.Travel 200                                     |
| 11/18/2006 19:00 | Homestead-Miami Speedway              | Ford 300                                               |

### Hershey's Kissables 300
1. #33 Tony Stewart
2. #77 Burney Lamar
3. #2 Clint Bowyer
4. #47 Jon Wood
5. #29 Kevin Harvick
6. #32 Jason Leffler
7. #06 Todd Kluever
8. #18 J. J. Yeley
9. #41 Reed Sorenson
10. #27 Mark Green

Fahrer, die sich nicht für das Rennen qualifizierten: Kertus Davis (#0), Jay Sauter (#01), Kevin Lepage (#56), Chad Chaffin (#05), Larry Hollenbeck (#62), Chris Wimmer (#23).

### Stater Brothers 300
1. #16 Greg Biffle
2. #39 Ryan Newman
3. #60 Carl Edwards
4. #21 Jeff Burton
5. #64 Jamie McMurray
6. #17 Matt Kenseth
7. #18 J. J. Yeley
8. #33 Kevin Harvick
9. #57 Brian Vickers
10. #20 Denny Hamlin

Fahrer, die sich nicht für das Rennen qualifizierten: Derrike Cope (#49), David Gilliland (#84), Chris Wimmer (#23).

### Telcel-Motorola 200
1. #20 Denny Hamlin
2. #9 Boris Said
3. #21 Kevin Harvick
4. #18 J. J. Yeley
5. #11 Paul Menard
6. #00 Johnny Sauter
7. #5 Kyle Busch
8. #60 Carl Edwards
9. #90 Marc Goossens
10. #64 Jamie McMurray

Fahrer, die sich nicht für das Rennen qualifizierten: Eduardo Goeters (#49), Stan Silva jr. (#65), und Chris Wimmer (#23).

### Sam's Town 300
1. #9 Kasey Kahne
2. #17 Matt Kenseth
3. #21 Kevin Harvick
4. #16 Greg Biffle
5. #60 Carl Edwards
6. #20 Denny Hamlin
7. #64 Jamie McMurray
8. #18 J. J. Yeley
9. #2 Clint Bowyer
10. #41 Reed Sorenson

Fahrer, die sich nicht für das Rennen qualifizierten: Jorge Goeters (#49), Kertus Davis (#0), Chris Wimmer (#23).

### Nicorette 300
1. #21 Jeff Burton
2. #9 Kasey Kahne
3. #16 Greg Biffle
4. #17 Matt Kenseth
5. #18 J. J. Yeley
6. #32 Jason Leffler
7. #57 Brian Vickers
8. #77 Burney Lamar
9. #64 Jamie McMurray
10. #11 Paul Menard

Fahrer, die sich nicht für das Rennen qualifizierten: Jorge Goeters (#49), Steadman Marlin (#95), Chris Wimmer (#23)

### Sharpie Mini 300
1. #5 Kyle Busch
2. #21 Kevin Harvick
3. #17 Matt Kenseth
4. #20 Denny Hamlin
5. #60 Carl Edwards
6. #9 Scott Riggs
7. #33 Ron Hornaday
8. #22 Kenny Wallace
9. #10 John Andretti
10. #00 Johnny Sauter

Fahrer, die sich nicht für das Rennen qualifizierten: Brad Teague (#05), Shane Hall (#28), Caleb Holman (#75), Jerry Robertson (#72)

### O’Reilly 300
1. Kurt Busch (#39)
2. Greg Biffle (#16)
3. Casey Mears (#32)
4. Kyle Busch (#5)
5. Matt Kenseth (#17)
6. Jeff Burton (#21)
7. Paul Menard (#11)
8. Kevin Harvick (#33)
9. Scott Wimmer (#66)
10. Denny Hamlin (#20)

Fahrer, die sich nicht für das Rennen qualifizierten: Kertus Davis (#0), Jorge Goeters (#49), Chris Wimmer (#23)

### Pepsi 300
1. Kevin Harvick (#21)
2. Clint Bowyer (#2)
3. Denny Hamlin (#20)
4. J. J. Yeley (#18)
5. Carl Edwards (#60)
6. Jon Wood (#47)
7. Burney Lamar (#77)
8. Kenny Wallace (#22)
9. Paul Menard (#11)
10. Michael Waltrip (#99)

Fahrer, die sich nicht für das Rennen qualifizierten: Jason White (#08)

### Bashas’ Supermarkets 200
1. Kevin Harvick (#21)
2. Reed Sorenson (#41)
3. Carl Edwards (#60)
4. Kurt Busch (#39)
5. Mark Martin (#6)
6. Matt Kenseth (#17)
7. Greg Biffle (#16)
8. David Green (#27)
9. Casey Mears (#42)
10. Jamie McMurray (#64)

Fahrer, die sich nicht für das Rennen qualifizierten: Jay Sauter (#01), Marc Mitchell (#23), Jorge Goeters (#49), Chis Cook (#56)

### Aaron’s 312
1. Martin Truex junior (#8)
2. Kevin Harvick (#21)
3. Kyle Busch (#5)
4. Brian Vickers (#57)
5. Clint Bowyer (#2)
6. Greg Biffle (#16)
7. Mark McFarland (#88)
8. Johnny Sauter (#00)
9. Paul Menard (#11)
10. Carl Edwards (#60)

Fahrer, die sich nicht für das Rennen qualifizierten: Alle angetretenen Fahrer konnten teilnehmen

### Circuit City 250
1. #21 Kevin Harvick
2. #29 Jeff Burton
3. #17 Matt Kenseth
4. #16 Greg Biffle
5. #39 Ryan Newman
6. #60 Carl Edwards
7. #2 Clint Bowyer
8. #11 Paul Menard
9. #5 Kyle Busch
10. #20 Denny Hamlin

Fahrer, die sich nicht für das Rennen qualifizierten: Jason Keller (#34), Jorge Goeters (#28), Shane Hall (#49), Kevin Conway (#40), Joel Kauffman (#12), Kertus Davis (#0), A.J. Foyt IV (#14)

### Diamond Hill Plywood 200
1. #20 Denny Hamlin
2. #17 Matt Kenseth
3. #64 Jamie McMurray
4. #6 Mark Martin
5. #16 Greg Biffle
6. #5 Kyle Busch
7. #21 Kevin Harvick
8. #60 Carl Edwards
9. #18 J. J. Yeley
10. #38 Jason Leffler

Fahrer, die sich nicht für das Rennen qualifizierten: Derrike Cope (#49), Morgan Shepherd (#0), Shane Hall (#28)

### Carquest Auto Parts 300
1. #60 Carl Edwards
2. #39 Kurt Busch
3. #18 J. J. Yeley
4. #42 Casey Mears
5. #8 Martin Truex junior
6. #29 Jeff Burton
7. #48 Jimmie Johnson
8. #21 Kevin Harvick
9. #06 Todd Kluever
10. #35 Regan Smith

Fahrer, die sich nicht für das Rennen qualifizierten: Aaron Fike (#43), David Gilliland (#84), Stanton Barrett (#72), Joel Kauffman (#12), Eric McClure (#04), Kertus Davis (#34), Kevin Conway (#40)

### Stonebridgeracing.com 200
1. #29 Jeff Burton
2. #60 Carl Edwards
3. #39 Kurt Busch
4. #2 Clint Bowyer
5. #33 Ron Hornaday
6. #5 Kyle Busch
7. #20 Denny Hamlin
8. #16 Greg Biffle
9. #18 J. J. Yeley
10. #41 Reed Sorenson

Fahrer, die sich nicht für das Rennen qualifizierten: Alle angetretenen Fahrer konnten teilnehmen

### Federated Auto Parts 300
1. #60 Carl Edwards
2. #2 Clint Bowyer
3. #21 Kevin Harvick
4. #20 Denny Hamlin
5. #11 Paul Menard
6. #99 David Reutimann
7. #66 Greg Biffle
8. #47 Jon Wood
9. #25 Ashton Lewis
10. #50 Danny O’Quinn

Fahrer, die sich nicht für das Rennen qualifizierten: Jerry Robertson (#78), John Hayden (#85)

### Meijer 300
1. #84 David Gilliland
2. #18 J. J. Yeley
3. #20 Denny Hamlin
4. #1 Mike Wallace
5. #25 Ashton Lewis
6. #21 Kevin Harvick
7. #66 Greg Biffle
8. #99 David Reutimann
9. #11 Paul Menard
10. #90 Stephen Leicht

Fahrer, die sich nicht für das Rennen qualifizierten: John Hayden (#85), David Odell (#07), Stan Boyd (#23)

### AT&T 250
1. #11 Paul Menard
2. #20 Denny Hamlin
3. #18 J. J. Yeley
4. #38 Jason Leffler
5. #1 Mike Wallace
6. #59 Stacy Compton
7. #50 Danny O’Quinn
8. #22 Kenny Wallace
9. #00 Johnny Sauter
10. #99 David Reutimann

Fahrer, die sich nicht für das Rennen qualifizierten: Alle angetretenen Fahrer konnten teilnehmen

### Winn-Dixie 250
1. #8 Dale Earnhardt, Jr.
2. #57 Brian Vickers
3. #21 Kevin Harvick
4. #18 J. J. Yeley
5. #60 Carl Edwards
6. #2 Clint Bowyer
7. #1 Mike Wallace
8. #88 Martin Truex junior
9. #16 Greg Biffle
10. #10 John Andretti

Fahrer, die sich nicht für das Rennen qualifizierten: Alle angetretenen Fahrer konnten teilnehmen

### USG Durock 300
1. #42 Casey Mears
2. #60 Carl Edwards
3. #29 Jeff Burton
4. #21 Kevin Harvick
5. #17 Matt Kenseth
6. #39 Kurt Busch
7. #2 Clint Bowyer
8. #41 Reed Sorenson
9. #33 Tony Stewart
10. #18 J. J. Yeley

Failed to Qualify: Derrike Cope (#49), Justin Diercks (#70), Carl Long (#23)

### New England 200
1. #60 Carl Edwards
2. #21 Kevin Harvick
3. #20 Denny Hamlin
4. #11 Paul Menard
5. #2 Clint Bowyer
6. #00 Johnny Sauter
7. #9 Scott Riggs
8. #18 J. J. Yeley
9. #66 Scott Wimmer
10. #16 Greg Biffle

Fahrer, die sich nicht für das Rennen qualifizierten: Alle angetretenen Fahrer konnten teilnehmen

### Goody's 250
1. #21 Kevin Harvick
2. #2 Clint Bowyer
3. #20 Denny Hamlin
4. #41 Reed Sorenson
5. #00 Johnny Sauter
6. #60 Carl Edwards
7. #10 John Andretti
8. #38 Jason Leffler
9. #18 J. J. Yeley
10. #01 Jay Sauter

Fahrer, die sich nicht für das Rennen qualifizierten: Richard Landreth (#89)

### Busch Silver Celebration 250
1. #60 Carl Edwards
2. #2 Clint Bowyer
3. #20 Denny Hamlin
4. #41 Reed Sorenson
5. #21 Kevin Harvick
6. #66 Scott Wimmer
7. #27 David Green
8. #5 Kyle Busch
9. #22 Kenny Wallace
10. #56 Kevin Grubb

Fahrer, die sich nicht für das Rennen qualifizierten: Brad Teague (#05), Shane Hall (#49), Kevin Hamlin (#12)

### Kroger 200
1. #21 Kevin Harvick
2. #41 Reed Sorenson
3. #18 J. J. Yeley
4. #16 Greg Biffle
5. #29 Jeff Burton
6. #50 Danny O’Quinn
7. #01 Jay Sauter
8. #20 Denny Hamlin
9. #11 Paul Menard
10. #60 Carl Edwards

Fahrer, die sich nicht für das Rennen qualifizierten: Todd Shafer (#28)

### Zippo 200
1. #39 Kurt Busch
2. #7 Robby Gordon
3. #64 Jamie McMurray
4. #66 Greg Biffle
5. #10 John Andretti
6. #88 Martin Truex junior
7. #21 Kevin Harvick
8. #9 Boris Said
9. #33 Ron Fellows
10. #1 Scott Pruett

Fahrer, die sich nicht für das Rennen qualifizierten: Stan Silva jr. (#65), Eduardo Troconis (#23), John Finger (#49)

### Carfax 250
1. #8 Dale Earnhardt, Jr.
2. #42 Casey Mears
3. #88 Robby Gordon
4. #17 Matt Kenseth
5. #6 Mark Martin
6. #20 Denny Hamlin
7. #41 Reed Sorenson
8. #21 Kevin Harvick
9. #18 J. J. Yeley
10. #29 Jeff Burton

Fahrer, die sich nicht für das Rennen qualifizierten: Dexter Bean (#49)

### Food City 250
1. #17 Matt Kenseth
2. #21 Kevin Harvick
3. #33 Ron Hornaday
4. #9 Kasey Kahne
5. #38 Jason Leffler
6. #39 Ryan Newman
7. #5 Kyle Busch
8. #60 Carl Edwards
9. #99 David Reutimann
10. #11 Paul Menard

Fahrer, die sich nicht für das Rennen qualifizierten: Carl Long (#89), Caleb Holman (#75), D. J. Kennington (#72), Brad Keselowski (#23)

### Ameriquest 300
1. #9 Kasey Kahne
2. #21 Kevin Harvick
3. #6 Mark Martin
4. #11 Paul Menard
5. #25 Ashton Lewis
6. #33 Tony Stewart
7. #17 Matt Kenseth
8. #47 Jon Wood
9. #88 Robby Gordon
10. #01 Jay Sauter

Fahrer, die sich nicht für das Rennen qualifizierten: Derrike Cope (#49)

### Emerson Radio 250
1. #21 Kevin Harvick
2. #16 Greg Biffle
3. #17 Matt Kenseth
4. #11 Paul Menard
5. #41 Reed Sorenson
6. #20 Denny Hamlin
7. #32 Dave Blaney
8. #66 Scott Wimmer
9. #60 Carl Edwards
10. #9 Scott Riggs

Fahrer, die sich nicht für das Rennen qualifizierten: Chris Cook (#43), Hermie Sadler (#28), Justin Diercks (#70), Josh Krug (#37), Shane Hall (#49)

### Dover 200
1. #2 Clint Bowyer
2. #17 Matt Kenseth
3. #21 Kevin Harvick
4. #64 Jamie McMurray
5. #38 Jason Leffler
6. #41 Reed Sorenson
7. #5 Kyle Busch
8. #16 Greg Biffle
9. #18 J. J. Yeley
10. #99 Michael Waltrip

Fahrer, die sich nicht für das Rennen qualifizierten: Alle angetretenen Fahrer konnten teilnehmen

### Yellow Transportation 300
1. #21 Kevin Harvick
2. #17 Matt Kenseth
3. #5 Kyle Busch
4. #33 Tony Stewart
5. #2 Clint Bowyer
6. #60 Carl Edwards
7. #41 Reed Sorenson
8. #16 Greg Biffle
9. #77 Bobby Labonte
10. #11 Paul Menard

Fahrer, die sich nicht für das Rennen qualifizierten: Randy LaJoie (#37), Steadman Marlin (#95)

### Dollar General 300
1. #32 Dave Blaney
2. #99 Michael Waltrip
3. #59 Stacy Compton
4. #17 Matt Kenseth
5. #50 Danny O’Quinn
6. #00 Johnny Sauter
7. #2 Clint Bowyer
8. #20 Denny Hamlin
9. #33 Kevin Harvick
10. #25 Ashton Lewis

Fahrer, die sich nicht für das Rennen qualifizierten: Tim Sauter (#36), Kertus Davis (#0), Robert Richardson (#80), Eric McClure (#04), Derrike Cope (#49)

### Sam's Town 250
1. #21 Kevin Harvick
2. #2 Clint Bowyer
3. #60 Carl Edwards
4. #00 Johnny Sauter
5. #88 Shane Huffman
6. #20 Denny Hamlin
7. #41 Reed Sorenson
8. #50 Danny O’Quinn
9. #9 Kasey Kahne
10. #18 J. J. Yeley

Fahrer, die sich nicht für das Rennen qualifizierten: Ron Young (#71), Stanton Barrett (#95), Chris Wimmer (#0), Shane Hall (#49), Richard Landreth (#89), Chuck Barnes Jr. (#07)

### O’Reilly Challenge
1. #21 Kevin Harvick
2. #19 Tony Stewart
3. #29 Jeff Burton
4. #6 Mark Martin
5. #33 Ron Hornaday
6. #18 J. J. Yeley
7. #60 Carl Edwards
8. #20 Denny Hamlin
9. #77 Bobby Labonte
10. #06 Todd Kluever

Fahrer, die sich nicht für das Rennen qualifizierten: Justin Diercks (#70), Robert Richardson II (#80), Jerry Robertson (#78), Derrike Cope (#49), Jorge Goeters (#63)

### Arizona.travel 200
1. #17 Matt Kenseth
2. #21 Kevin Harvick
3. #20 Denny Hamlin
4. #2 Clint Bowyer
5. #60 Carl Edwards
6. #18 J. J. Yeley
7. #41 Reed Sorenson
8. #88 Shane Huffman
9. #33 Ron Hornaday
10. #5 Kyle Busch

Fahrer, die sich nicht für das Rennen qualifizierten: Mike Skinner (#12), D. J. Kennington (#72), Shane Hall (#49), Josh Krug (#37)

### Ford 300
1. #17 Matt Kenseth
2. #60 Carl Edwards
3. #11 Paul Menard
4. #20 Denny Hamlin
5. #18 J. J. Yeley
6. #21 Kevin Harvick
7. #8 Dale Earnhardt junior
8. #9 Kasey Kahne
9. #06 Todd Kluever
10. #00 Johnny Sauter

Fahrer, die sich nicht für das Rennen qualifizierten: Robert Richardson (#80), Justin Diercks (#70), D. J. Kennington (#72), Kertus Davis (#0), Kraig Kinser (#04), DaWayne Bryan (#68), Morgan Shepherd (#14), Trevor Boys (#08)